# Elini
Elini is een gemeente in de Italiaanse provincie Nuoro (voormalig: Ogliastra) (regio Sardinië) en telt 556 inwoners (01-01-2023). De oppervlakte bedraagt 10,9 km², de bevolkingsdichtheid is 51 inwoners per km².
De volgende frazioni maken deel uit van de gemeente: /

## Demografie
Elini telt ongeveer 188 huishoudens. Het aantal inwoners steeg in de periode 1991-2001 met 5,1% volgens cijfers uit de tienjaarlijkse volkstellingen van ISTAT. sinds 2001 werden er nieuwe tellingen gehouden, het aantal inwoners is in vergelijking met de telling van 2001 tot 2018 inwoners gestegen, sinds 2018 daalt het inwonertal terug met jaarlijks kleine dalingen in het aantal inwoners. Er is sprake van een daling van het aantal inwoners in Elini.
| Jaar | Inwoneraantal |
| ---- | ------------- |
| 1991 | 526           |
| 2001 | 553           |
| 2004 | 554           |
| 2011 | 550           |
| 2018 | 562           |
| 2021 | 561           |
| 2023 | 556           |

## Geografie
De gemeente ligt op ongeveer 472 meter boven zeeniveau.
Elini grenst aan de volgende gemeenten: Arzana, Ilbono, Lanusei, Tortolì.
Arzana · Bari Sardo · Baunei · Cardedu · Elini · Gairo · Girasole · Ilbono · Jerzu · Lanusei · Loceri · Lotzorai · Osini · Perdasdefogu · Seui · Talana · Tertenia · Tortolì · Triei · Ulassai · Urzulei · Ussassai · Villagrande Strisaili
1. ↑  https://demo.istat.it/?l=it.